# Metro Krasnojarsk

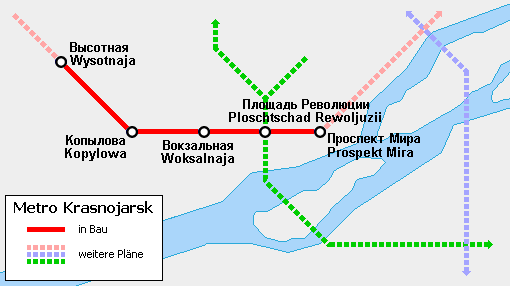
Schematische Darstellung des vorgesehenen Metronetzes

Die Metro Krasnojarsk in der in Sibirien gelegenen russischen Großstadt Krasnojarsk befand sich von 1993 bis 2008 als eine Voll-U-Bahn-Linie in Bau, ist aber nicht fertiggestellt worden. Diese U-Bahn wäre neben der in Betrieb befindlichen Metro Nowosibirsk und der ebenfalls in Bau befindlichen Metro Omsk die dritte sibirische Metro. Beim Bau der Metro wurde für die Tiefbauweise der Schildvortrieb eingesetzt.
Nach längerem Stillstand wurde 2021 beschlossen, eine erste Linie eines stadtbahnähnlichen Mischsystems in Krasnojarsk zu errichten.

## Geschichte
Die Arbeiten konzentrierten sich zwischen 1994 und 2008 auf den Abschnitt Wysotnaja – Kopylowa – Woksalnaja (Высотная – Копылова – Вокзальная), der den Bahnhof mit dem Stadtviertel nordwestlich verbinden soll. An weiteren zwei Stationen östlich des Bahnhofs – Ploschtschad Rewoljuzii (Площадь Революции) und Prospekt Mira (Проспект Мира), beide im Stadtzentrum – wurde bereits mit den Bauarbeiten begonnen. Insgesamt wurden in diesen Jahren jedoch nur 3500 Meter Vortrieb erreicht, davon drei Kilometer Streckentunnel. 
Aus finanziellen Gründen ruhen die Arbeiten seit 2008, die Baustelle wurde konserviert (Wysotnaja – Kopylowa – Woksalnaja) oder aufgegeben (Ploschtschad Rewoljuzii – Prospekt Mira). Die Bauschächte sind an mehreren Stellen in der Stadt zu sehen, jedoch wurden 2011 erhebliche Teile der Anlagen an der Oberfläche entfernt (unter anderem am Bahnhof).
Die Eröffnung des ersten Streckenabschnitts (fünf Kilometer) war für 2002 geplant, die Erweiterung nach Osten sollte Ende 2003 folgen. Da die Arbeiten seit Jahren ruhen, ist keine Aussage zu einer möglichen Eröffnung möglich. Gelegentlichen Versprechen zur Fortsetzung der Bauarbeiten oder zur Finanzierung aus föderalen Mitteln folgten bis Mitte 2013 keine reellen Arbeiten.

### Metrotram
Seit 2021 ist in Krasnojarsk eine teilweise unterirdische Stadtbahn, genannt „Metrotram“ (ähnlich etwa der Metrotram Wolgograd), in Planung und seit 2023 auch im Bau. Für den ersten Bauabschnitt sind sechs Stationen vorgesehen, davon fünf unterirdisch. Teilweise werden hierfür in den 1990er- und 2000er-Jahren für die Voll-Metro erbrachte Leistungen wie bereits erbaute Tunnelabschnitte verwendet.

## Stationen (ursprünglich geplant)
- Wysotnaja (Высотная)
- Kopylowa (Копылова)
- Woksalnaja (Вокзальная) – Bahnhof
- Ploschtschad Rewoljuzii (Площадь Революции)
- Prospekt Mira (Проспект Мира)

## Pläne
Die weiteren Pläne, acht Stationen im Nordosten und eine im Nordwesten, werden in den nächsten Jahren keinesfalls verwirklicht werden können. Ferner sind eine zweite und dritte Strecke geplant, die die Wohngebiete im Süden der Stadt mit dem Zentrum verbinden sollen.